# Schweizerische Kakteen-Gesellschaft
Schweizerische Kakteen-Gesellschaft (Associació suïssa de cactòfils) va ser fundada el 1930. Actualment compta amb uns 900 membres, que s'organitzen en més de 20 grups locals de la Suïssa de parla alemanya i francesa. Com a publicació, la societat ofereix juntament amb la Gesellschaft Österreichischer Kakteenfreunde i la Deutschen Kakteen-Gesellschaft, entre d'altres, la revista mensual Kakteen und andere Sukkulenten.

## Grups locals
La societat s'organitza en forma de grups locals: 
- Grup local d'Aarau i els seus voltants
- Grup local de Baden
- Grup local de Basilea "Kakteenfreunde-Basel" (Amics dels cactus de Basilea
- Grup local de Berna
- Grup local de Biel-Seeland
- Grup local de Chur "Bündner Kakteenfreunde" (Amics dels cactus del Grisons
- Grup local Ginebra "Cactus-Club de Genève" (Club de cactus de Ginebra)
- Kakteenfreunde Gonzen (Amics dels cactus de Gonzen)
- Grup local de Lausana
- Kakteenverein Zentralschweiz (Club de cactus Central de Suïssa)
- Grup local d'Oberthurgau
- Grup local d'Olten
- Grup local de Schaffhausen "Kaktusverein Schaffhausen" (Club de cactus de Schaffhausen)
- Grup local de Solothurn
- Grup local de St. Gallen
- Grup local de Thun
- Club Valaisan
- Grup local de Winterthur "Winterthurer Kakteengesellschaft" (Societat de cactus de Winterthur)
- Grup local de Zuric "Zürcher Kakteengesellschaft" (Societat de cactus de Zuric)
- Grup local de Zürcher unterland
- Grup local de Zurzach "Kakteenverein Zurzach" (Club de cactus de Zurzach)
- Grup local del cantó de Ticino
- Grup local d'Astrophytum suís